# Modelo Kiyotaki-Moore
El modelo de ciclo de crédito de Kiyotaki-Moore es un modelo económico desarrollado por Nobuhiro Kiyotaki y John H. Moore. Una solución matemática inapropiada (ver detalles a continuación) de las ecuaciones de movimiento (EOMs) del modelo, ha dado lugar a una afirmación incorrecta que perdura en el tiempo de que el modelo muestra cómo pequeños impactos en la economía podrían verse amplificados por las restricciones de crédito, dando lugar a grandes fluctuaciones del producto (output).  
El modelo asume que no se puede obligar a los prestatarios a pagar sus deudas. Por lo tanto, en equilibrio, los préstamos se otorgan solo si están garantizados. Es decir, los prestatarios deben poseer una cantidad suficiente de capital que pueda ser confiscado en caso de que no se realice el pago. La narrativa antigua e incorrecta del modelo era que este requisito de garantía amplifica las fluctuaciones del ciclo económico porque en una recesión los ingresos del capital caen, causando una caída del precio del capital, lo que hace que el capital sea menos valioso como garantía. Esto acaba limitando la inversión de las empresas, obligándolas a reducir su endeudamiento y consecuentemente, agravando la recesión.
Kiyotaki (un macroeconomista) y Moore (un teórico del contrato) describieron inicialmente su modelo en un artículo de 1997 en el Journal of Political Economy.
El documento también analiza los casos en los que los contratos de deuda se establecen sólo en términos nominales o en los que los contratos pueden establecerse en términos reales, y considera las diferencias entre los casos.

## Estructura del modelo
En su modelo económico, Kiyotaki y Moore asumen dos tipos de personas o agentes a la hora de tomar decisiones, con diferentes tasas de preferencia temporal: “pacientes” e impacientes”. Los agentes "pacientes" se denominan "recolectores" en el documento original, pero deben interpretarse como hogares que desean ahorrar. Los agentes "impacientes" se denominan "agricultores" en el documento original, pero deben interpretarse como empresarios o empresas que desean obtener préstamos para financiar sus proyectos de inversión.
Dos supuestos clave limitan la efectividad del mercado de crédito en el modelo. Primero, el conocimiento de los "agricultores" es un input esencial para sus propios proyectos de inversión, es decir, un proyecto pierde todo su valor si el agricultor que hizo la inversión decide abandonarlo. En segundo lugar, los agricultores no pueden ser obligados a trabajar y, por lo tanto, no pueden vender el resultado de su trabajo para garantizar sus deudas. En conjunto, estos supuestos implican que, aunque los proyectos de inversión de los agricultores son potencialmente muy valiosos, los prestamistas no tienen forma de apropiarse de este valor si los agricultores optan por no pagar sus deudas.
Por lo tanto, los préstamos sólo se otorgarán si están respaldados por alguna otra forma de capital que pueda ser confiscado en caso de incumplimiento. En otras palabras, los préstamos deben estar respaldados por garantías. El artículo de Kiyotaki y Moore considera la tierra como un ejemplo de activo garantizable. Por lo tanto, la tierra juega dos roles distintos en el modelo: (i) es un insumo productivo y (ii) también sirve como garantía para la deuda.
De este modo, los agentes impacientes deben proporcionar bienes raíces como garantía si desean pedir prestado. Si por alguna razón el valor de los bienes raíces (inmuebles) disminuye, también lo hace la 
cantidad de deuda que pueden adquirir. Esto retroalimenta el mercado inmobiliario, haciendo bajar aún más el precio del suelo (por lo tanto, las decisiones de endeudamiento de los agentes impacientes son complementos estratégicos). El modelo exhibe una retroalimentación positiva, pero esta retroalimentación no conduce a amplificaciones de las fluctuaciones económicas debido a un pequeño choque temporal. Las EOMs 
(ecuaciones de movimiento) agregadas del modelo para la tierra {\displaystyle K_{t}} y el préstamo {\displaystyle B_{t}} tienen la forma:
{\displaystyle K_{t}={\frac {1}{u_{t}}}\left[(a+q_{t})K_{t-1}-RB_{t-1}\right],}
{\displaystyle B_{t}={\frac {1}{R}}q_{t+1}K_{t},}
donde {\displaystyle u_{t}\equiv q_{t}-q_{t+1}/R} se puede interpretar como pago inicial por una unidad de terreno. La tecnología {\displaystyle a} se considera invariante en el tiempo. {\displaystyle q_{t}} es el precio del terreno y {\displaystyle R} la tasa de interés.
Se supone que el sistema está en equilibrio en {\displaystyle t-1} y se aplica un choque temporal {\displaystyle \Delta } a la productividad {\displaystyle a} en {\displaystyle t}, lo que nos lleva a:
{\displaystyle {\begin{aligned}\underbrace {u(K_{t})K_{t}} _{\text{no lineal}}&=(a\underbrace {\cdot (1+\Delta )} _{\text{Shock a la productividad}}+q_{t}-q^{*})K^{*}{\text{  en  }}t,\\\underbrace {u(K_{t+s})K_{t+s}} _{\text{no lineal}}&=aK_{t+s-1}{\text{  en  }}t+s{\text{ , }}s\geq 1.\end{aligned}}}
Kiyotaki y Moore sugieren linealizar las EOMs. Es importante notar que las EOMs no están linealizadas o Taylor expandidas en {\displaystyle \Delta } ya que el modelo ya es lineal en {\displaystyle \Delta }.  Las ecuaciones se expanden en potencias de {\displaystyle K_{t}} o más exactamente en potencias de desviaciones relativas de la tenencia de tierras de equilibrio {\displaystyle (K_{t}-K^{*})/K^{*}={\hat {K}}_{t}} y los términos no lineales en {\displaystyle {\hat {K}}_{t}} se ignoran.
Tal linealización en {\displaystyle {\hat {K}}_{t}} es correcta, pero solo es válida si {\displaystyle {\hat {K}}_{t}} permanece pequeño; de lo contrario, mayores potencias {\displaystyle {\hat {K}}_{t}^{n}} para {\displaystyle n>1} 
son potencialmente no despreciables e incluso más importantes. Por lo tanto, el hallazgo de Kiyotaki y Moore en el artículo de 1997 en el Journal of Political Economy de que las grandes variaciones 
de producción (output), es decir, grandes {\displaystyle {\hat {K}}_{t}} se encuentran después de un pequeño impacto temporal, es claramente matemáticamente inconsistente con su técnica de solución (linealización  o expansión de Taylor de primer  orden).

## Corrección de los resultados originales
El reciente artículo Credit Cycles Revisited de Jörg Urban ha demostrado que no se encuentran grandes variaciones de producción (output) si el modelo se resuelve correctamente. La solución basada en EOMs 
linealizadas (presentada por Kiyotaki y Moore) solo es válida para la situación poco interesante de pequeñas variaciones de producto/output  (pequeño {\displaystyle {\hat {K}}_{t}}). El artículo Credit 
Cycles Revisited contiene varios hallazgos adicionales: primero, muestra que la singularidad de {\displaystyle R=0} (entorno de tasa de interés cero) ya no está presente si el modelo se resuelve correctamente. 
En segundo lugar, la extensión del modelo a un modelo de dos sectores no presenta grandes efectos de contagio del sector afectado al no afectado. Además, el modelo exhibe una persistencia de las fluctuaciones del producto debido al choque temporal, es decir, {\displaystyle {\hat {K}}_{t}} se acerca asintóticamente a cero. Sin embargo, este hallazgo no tiene relevancia, porque las fluctuaciones de producción (output) previstas son pequeñas.

## Extensiones
El artículo original de Kiyotaki y Moore era de naturaleza teórica e hizo pocos intentos por evaluar la relevancia cuantitativa de su mecanismo para las economías reales. En 2005, el 
estudiante de Kiyotaki, Matteo Iacoviello,  incorporó el mecanismo Kiyotaki-Moore dentro de un modelo macroeconómico estándar de equilibrio general 
Neokeynesiano.  En aras del realismo, Iacoviello asumió que la 
forma colateralizada de capital corresponde a bienes raíces (bienes inmuebles), y comparó las predicciones de su modelo con las fluctuaciones observadas de los precios reales de la vivienda en Estados Unidos.